# Elymnias labuana
Elymnias labuana är en fjärilsart som beskrevs av Otto Staudinger 1889. Elymnias labuana ingår i släktet Elymnias och familjen praktfjärilar. Inga underarter finns listade i Catalogue of Life.